# Lieske Glacier
Lieske Glacier är en glaciär i Antarktis. Den ligger i Östantarktis. Australien gör anspråk på området. Lieske Glacier ligger 1 232 meter över havet.
Terrängen runt Lieske Glacier är lite bergig, och sluttar norrut. Trakten är obefolkad. Det finns inga samhällen i närheten. 